# Javier Álvarez Fernández
Javier Álvarez Fernández (Madrid, 7 d'octubre de 1969) és un cantautor espanyol.

## Biografia
Forma part de la generació de cantautors madrilenys que va sorgir en la dècada del 1990, en la qual s'inclouen també uns altres com Antonio de Pinto, Ismael Serrano, Miguel Dantart o Quique González.
Després d'estudiar filologia anglesa a la Universitat de Madrid, es va traslladar a Londres el 1991 per buscar treball. Va començar a actuar en adquirir la seva primera guitarra a la capital anglesa, i va tornar a Espanya per tocar en el metro de Madrid i al parc del Retiro. Amb el temps va passar a ser habitual en el repertori de bars i cafès com el Libertad 8, on va coincidir amb altres cantautors com Pedro Guerra.
En el col·legi major San Juan Evangelista va interpretar com a actor l'obra El balcón de Jean Genet, amb una versió de Pedro Manuel Víllora que dirigia Belén Macías. El productor Gonzalo Benavides es va fixar en ell en una de les seves actuacions en el Retiro i li va oferir gravar el seu primer disc el 1994. El seu debut va comptar amb el suport de l'entramat discogràfic d'EMI, que va redistribuir l'àlbum sota el segell Chrysalis, i amb la col·laboració d'artistes com Ana Belén, Víctor Manuel, Luis Pastor, Pedro Guerra o Rogelio Botanz.
Cançons com "La edad del porvenir" o "La edad del porvenir" el catapulten a la fama; així mateix, el disc contenia una versió de "Casas de cartón", del cantautor veneçolà Alí Primera. Amb aquest disc guanya el premi Ondas al millor artista revelació espanyol el 1995.
El 1996 grava el seu seguit disc Dos; tres anys més tard, el 1999, apareix el seu disc Tres, on experimenta amb sons electrònics i lletres més radicals. El seu tema "Padre" va ser censurat en les principals ràdios musicals.
Dro East West edita els seus Grandes éxitosel 2001, un àlbum que, malgrat el seu títol, es basa en versions de temes d'altres artistes i no és una recopilació de supervendes a l'ús. Javier Álvarez hi rescata les cançons de la seva infància per atorgar-lis el seu toc personal. Entre les cançons d'aquest disc destaquen Porque te vas, Every Breath You TakeoWith or Without You.
Dos anys més tard va publicar el seu disc Tiempodespacio, el cinquè de la seva carrera. Ja el 2005 va publicar un disc doble anomenat Plan Be. El 2008 va compondre la banda sonora de la pel·lícula El veneno del baile, dirigida per Paco Cao.
El seu últim disc, Guerrero Álvarez, està realitzat a partir de poemes de Pablo Guerrero, que participa en el disc recitant els seus versos. Amb aquest disc obté el premi de la Música de 2010 al millor àlbum de pop alternatiu.

## Influències
Les seves influències musicals procedeixen més del pop que de la cançó d'autor tradicional. Entre les seves influències estan Michael Jackson, James Taylor, ABBA, Silvio Rodríguez, Tracy Chapman, Nanci Griffith, Suzanne Vega i Emmylou Harris.

## Discografia
- Javier Álvarez (1994)
- Dos (1996)
- Tres (1999)
- Grandes éxitos (2001)
- Tiempodespacio (2003)
- Plan Be (2005)
- El veneno del baile (banda sonora, 2008)
- Guerrero Álvarez (2009)

## Col·laboracions, versions i recopilatoris
- 1996 (DRO) "Mucho Tequila!" - Ya soy mayor (amb Pedro Guerra).
- 1998 Luis Pastor - "Diario de a bordo" - Por los días que vendrán.
- 1999 "Tatuaje" - ¡Ay! Maricruz.
- 2000 (DRO) Diego Vasallo - "Canciones de amor desafinado", cors amb Nieves Arilla.
- 2000 (DRO) "A tu lado - Homenaje a Enrique Urquijo" - Cambio de planes (amb Cristina Lliso)
- 2000 (VIRGIN) "¡Mira que eres canalla, Aute!" - Sin tu latido.
- 2002 (DRO) "Patitos feos" - Vamos a contar mentiras.
- 2003 (DRO) "Voy a pasármelo bien. Tributo a Hombres G" - Si no te tengo a ti.
- 2003 (Factoría Autor) "Liberando Expresiones, 25 años de Amnistía Internacional" - Amor en vena (amb Antonio Vega).
- 2004 "El Jueves. Versión imposible II" - Aserejé.
- 2005 (Warner) "Samba pa ti" - Desde o samba é samba.
- 2005 "20 años de la Sala Galileo Galilei" - La edad del porvenir.
- 2007 "Atasco en la Nacional" - Amoureux Solitaires.
- 2007 (Pequod) "Hechos de nubes - Homenaje a Pablo Guerrero" - Te tengo en todo (o en casi todo).
- 2007 (Factoría Autor) "La Zarzuela + Pop" - Cuplés babilónicos.
- 2009 (SED) "Cantos de Ghana" - Las chicas son guerreras.
- 2012 Luis Pastor - "Dúos" - Por los días que vendrán.
- 2012 "Las 100 mejores canciones del pop español" - Por qué te vas.